# 恩田括
恩田 括（おんだ まとむ、1971年4月4日 - ）は、東京都出身の俳優。身長181cm。大沢事務所所属。

## 出演

### 映画
- 光の雨（2001年） - 田所良春 役
- 突入せよ! あさま山荘事件（2002年） - 報道陣 役
- DRIVE（2002年）
- 刑務所の中（2002年） - ミスタリー木下 役
- SEX配達人 おんな届けます（2003年） - オサム 役
- 最も危険な刑事まつり（2003年）
- 東京原発（2004年） - NHKカメラマン 役
- 日野日出志のザ・ホラー怪奇劇場「わたしの赤ちゃん」（2004年） - 三村 役
- 雨よりせつなく（2005年） - 内藤和男 役
- 戦国自衛隊1549（2005年） - 織田信長 役
- @ベイビーメール（2005年）
- ただ、君を愛してる（2006年）
- アヒルと鴨のコインロッカー（2007年） - 警官 役
- チーム・バチスタの栄光（2008年）
- フィッシュストーリー（2009年） - 客 役
- BABY BABY BABY! -ベイビィ ベイビィ ベイビィ-（2009年）
- こちら葛飾区亀有公園前派出所 THE MOVIE 〜勝どき橋を封鎖せよ!〜（2011年）
- Another アナザー（2012年）

### テレビドラマ
- 愛のソレア
- 相棒
  - 相棒 Season 1 - 笠松巡査 役
  - 相棒 Season 9 - 川芝直哉 役
- 遺留捜査 第3シリーズ - 西野始 役
- 隠蔽捜査2 - 西沢刑事 役
- 駅弁刑事・神保徳之助6
- 火災調査官・紅蓮次郎3 - 5・7 - 9 - 火災調査官
- 警視庁機動捜査隊216 3
- 警視庁捜査一課強行犯七係
- 刑事・鳴沢了シリーズ1
- ケータイ刑事 銭形雷 1stシーズン - 久里浜カズオ
- 女刑事みずき〜京都洛西署物語〜（2005年） - 杉田光夫 役
- 恋におちたら〜僕の成功の秘密〜
- 孤独のグルメ Season2 第3話 （2012年10月24日、テレビ東京) - 商談相手 役
- サプリ
- 死神くん - 護衛
- 司法教官・穂高美子4
- 新宿スワン
- 人生成り行き 天才落語家・立川談志
- すいか
- スカイハイ
- スパイ道1 ※声は別人が担当
- TAROの塔（2011年） - 花田清輝 役
- 東京タワー 〜オカンとボクと、時々、オトン〜
- ドールハウス
- トライ・エイジ〜三世代の挑戦〜
- ハコイリムスメ!
- 半分の月がのぼる空
- ホワイト・ラボ〜警視庁特別科学捜査班〜 - 近藤勇弥
- もこみちのMIDNIGHT KITCHEN
- 横山秀夫サスペンス1
- 夜逃げ屋本舗 第2シリーズ
- 世にも奇妙な物語
- らんぼう1
- 警部補・佐々木丈太郎4（2011年） - 泉浩二
- 掟上今日子の備忘録（2015年） - 水本櫓

### Vシネマ
- 極道刑事（2003年） - 鳥居刑事 役
- 弁当屋の人妻 もう一品、私はいかがですか?（2003年）

### 舞台
- ヘッダ・ガーブレル ※主演